# Liste der Bodendenkmäler in Kierspe
Die Liste der Bodendenkmäler in Kierspe führt die Bodendenkmäler der sauerländischen Stadt Kierspe auf (Stand: März 2018).

## Denkmäler
| Nummer | Lage                                               | Beschreibung                                     | Denkmal seit | Bild |
| ------ | -------------------------------------------------- | ------------------------------------------------ | ------------ | ---- |
| 1      | Gemarkung Kierspe Flur 64, Flurstück 30            | Waldstück zwischen Grünenschlade und Immelscheid | 22.11.1988   |      |
| 2      | unweit Haus Rhade                                  | Massenhütte „In den Kuhlen“                      | 07.09.1989   |      |
| 3      | oberhalb Haus Rhade                                | Massenhütte „Haus Rhade“                         | 07.09.1989   |      |
| 4      | Flur 62 Flurstück 12                               | Rennfeuer am Uhlenstein                          | 19.03.1998   |      |
| 5      | Flur 16 Flurstücke 135–136, 138–139 (je teilweise) | Rennfeuer nordöstlich Linden                     | 19.03.1998   |      |
| 6      | Flur 10 Flurstücke 223–227                         | Massenhütte Loherhammer                          | 19.03.1998   |      |
| 7      | Flur 49 Flurstücke 88–90, 456 teilweise            | Reininghaus Hammer (Nähe Sundern)                | 19.03.1998   |      |
| 8      | Flur 15 Flurstück 186 teilweise                    | Rennfeuer nordwestlich Belkenscheid              | 19.03.1998   |      |
| 9      | Gemarkung Rönsahl, Flur 4 Flurstücke 495/64, 520   | Massenhütte mit Bergbaurelikten oberhalb Ölmühle | 19.03.1998   |      |
| 10     | Flur 16 Flurstück 44 teilweise                     | Rennfeuer nordwestlich Linden                    | 19.03.1998   |      |
| 11     | Flur 6 Flurstück 14                                | Massenhütte Hüttebrucher Hammer                  | 14.07.2003   |      |
| 12     | Flur 29 Flurstücke 360–362 je teilweise            | Massenhütte im Wehestal                          | 19.03.1998   |      |
| 13     |                                                    | im Eintragungsverfahren                          |              |      |
| 14     | Flur 62 Flurstück 13 teilweise                     | Grabhügel bei Wällen                             | 19.03.1998   |      |
| 15     | Flur 50 Flurstücke 15, 67 je teilweise             | Landwehr bei der Kerspe                          | 19.03.1998   |      |
| 16     | an der Thingslinde                                 | Ehemaliger Kiersper Freistuhl an der Thingslinde | 19.03.1998   |      |
| 17     | Flur 64, Flurstücke 30, 31, 32                     | Aufschluss Panzerfische bei Immelscheid          | 17.07.2003   |      |

1. ↑  Vormals laufende Nummer 50 der Denkmalliste der Stadt Kierspe
2. ↑  Siehe nun laufende Nummer 17 der Bodendenkmalliste der Stadt Kierspe
3. ↑  Kleiner Aufschluss unterdevonischen Schwarzschiefers mit Resten von Panzerfischen (Untere Remscheider Schichten der Emsstufe).
4. ↑  Vormals laufende Nummer 51 der Denkmalliste der Stadt Kierspe
5. ↑  Vormals laufende Nummer 52 der Denkmalliste der Stadt Kierspe
6. ↑  Siehe laufende Nummer 1 dieser Liste